# Tìm kiếm góc rộng các hành tinh
Góc rộng tìm kiếm các hành tinh (WASP) là một loạt các kính thiên văn robot nhằm mục đích khảo sát toàn bộ bầu trời, đồng thời theo dõi hàng nghìn ngôi sao ở độ lớn thị giác biểu kiến từ 7 đến 13.
WASP là chương trình phát hiện bao gồm Isaac Newton Group, IAC và 6 trường đại học từ Vương Quốc Anh. Hai đài quan sát robot liên tục hoạt động bao phủ Bắc Bán Cầu và Nam Bán Cầu. SuperWASP-North nằm ở Đài quan sát Roque de los Muchachos trên ngọn núi có tên thống trị La Palma thuộc quần đảo Canary. WASP-South ở Đài quan sát Thiên văn Nam Phi, Sutherland trên Dãy núi Roggeveld khô cằn của Nam Phi. Các camera này sử dụng tám camera góc rộng đồng thời theo dõi bầu trời cho các sự kiện chuyển tiếp hành tinh và cho phép theo dõi hàng triệu ngôi sao đồng thời, cho phép phát hiện các sự kiện chuyển tiếp hiếm gặp.

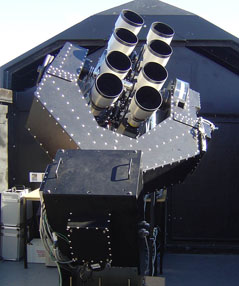

Các công cụ được sử dụng để theo dõi đặc điểm sử dụng quang phổ để xác định khối lượng của ngoại hành tinh bao gồm phổ HARPS của kính thiên văn 3,6 mét của ESO cũng như Kính thiên văn Euler của Thụy Sĩ, cả hai đều được đặt tại Đài quan sát La Silla, Chile. Thiết kế của WASP cũng đã được Khảo sát thông thế hệ tiếp theo thông qua. Tính đến năm 2016, cơ sở dữ liệu của bách khoa toàn thư về các hành tinh ngoài hệ mặt trời chứa tổng cộng 2.107 hành tinh ngoài Hệ Mặt Trời, trong đó có 118 hành tinh được phát hiện bởi WASP.